# Летни олимпийски игри 2008
XXIX летни олимпийски игри (на китайски: 二零零八年北京夏季奥运会) се провеждат в Пекин, Китай от 8 до 24 август 2008 г. Това са първите олимпийски игри, които се провеждат в Китай.
Надпреварите по футбол, плуване, ветроходство и други спортове са в съседни на Пекин градове. Церемонията по откриването започва точно в 08:08:08 вечерно време на националния стадион на Пекин. В китайската култура числото 8 се асоциира с просперитета и вярата.
Китай организира игрите с цел да покаже една различна и интересна култура на света, икономическата си мощ и издигането си като световна сила. Олимпиадата привлича интереса и към въпросите за замърсяването и нарушенията на човешките права в страната и казуса с независимостта на Тибет.
За пръв път на игрите участва и параолимпийски атлет с двигателно увреждане, което е един вид революция в олимпийското движение. Южноафриканката Натали ду Тоит, която има пет златни медала от паралимпийските игри в Атина през 2004 г. участва на олимпиадата в Пекин, въпреки че левият ѝ крак е ампутиран. За първи път в историята на Олимпийските игри, най-много златни медали се печелят от азиатска държава.
По време на Олимпиадата са подобрени 34 световни рекорда – в плуването (22), леката атлетика и вдигането на тежести (по 5), колоезденето (2) и стрелбата с лък (1). 

## Избиране на домакин
Избирането на Пекин за град домакин се осъществява на сесията на МОК на 13 юли 2001 в Москва. Кандидатурата на Пекин побеждава Торонто, Истанбул, Париж и Осака. Една година преди сесията МОК отхвърля кандидатурите на Банкок, Кайро, Хавана, Куала Лумпур и Севиля като неспособни да организират олимпиада.
| Град     | Държава | Рунд 1 | Рунд 2 |
| Пекин    | Китай   | 44     | 56     |
| Торонто  | Канада  | 20     | 22     |
| Париж    | Франция | 15     | 18     |
| Истанбул | Турция  | 17     | 9      |
| Осака    | Япония  | 6      | —      |

Още след първия рунд на гласуване Пекин е с много гласове пред конкурентите си. Най-близко е Торонто с 24 гласа разлика. Осака получава само шест гласа и е елиминирана от надпреварата. Така за последния втори рунд остават четири града. Пекин получава 56 гласа и печели домакинството.
Това е втората кандидатура на Пекин за олимпийски игри. Преди това града е участвал за домакин на Олимпиадата през 2000 година, но не успява.

## Подготовка

### Талисмани
Талисманите на олимпиадата носят общото име Фува (на китайски:福娃; на английски: Fuwa) и са избрани на хилядния ден преди започването на игрите. Всеки един от талисманите има свое име и заедно символизират петте елемента на китайската философия, но също така и петте олимпийски кръга. Петте човечета представляват риба, панда, огън, тибетска антилопа и лястовица. Имената им са Беибеи (Beibei), Дзиндзин (Jingjing), Хуанхуан (Huanhuan), Инин (Yingying), и Нини (Nini). Когато имената им се съберат в едно изречение се получава Běijīng huānyíng nǐ (Пекин те приветства).

### Билети
Комитета по организиране на олимпиадата през август 2006 обявява, че са приготвени около седем милиона билета са всички спортни събития и церемонии.. Шефът на комитета е изразил своята надежда, че игрите ще бъдат достъпни за всички китайци. За тази цел цените на билетите за китайците са по-евтини.
На 14 април 2007 започва и продажбата на пропуските.. До месец юни 2007 вече са продадени около 2,2 милиона билети.

### Лого
Името на логото на олимпиадата е „Танцуващия Пекин“ (Dancing Beijing) и е показано за пръв път през август 2003 на церемония с 2008 души в „Храма на небето“. Логото комбинира традиционни елементи от китайското общество като напомня китайски печат, а отворените ръце на човечето показват готовността и желанието на Китай да сподели културата си. Президентът на МОК – Жак Рох – заявява, че харесва логото.

### Мото
На 26 юни 2005 е обявено мотото на олимпиадата – Един свят, една мечта (на китайски: 同一个世界 同一个梦想|t=同一個世界 同一個夢想). Мотото е избрано сред 211 000 предложения дошли от целия свят с инициативата целия свят да усети олимпийския дух и да построи едно по-добро бъдеще за човечеството.

### Олимпийски съоръжения
През май 2007 започват строежите на всички 31 олимпийски обекта.. Китайското правителство също така инвестира в укрепването и възстановяването на шест обекта извън Пекин и 59 тренировъчни центрове. Най-големите и впечатляващи обекти са Пекинският национален, Пекинският национален закрит стадион и Олимпик Грийн.
Гребният канал, който е открит на 10 август 2007 е проектиран от българската златна медалистка от олимпиадата в Монреал 1976 – Светла Оцетова.
На 8 юли 2005 става ясно, че състезанията по конен спорт ще се проведат в Хонконг, за да намалее риска от зарази и болести в Пекин.

#### Новопостроени съоръжения
- Пекински национален стадион – лека атлетика, футбол
- Пекински национален център по водни спортове – плуване, скокове във вода, водна топка и синхронно плуване
- Зала за стрелба на Пекин – стрелба
- Пекински национален закрит стадион – хандбал
- Стадион „Укесон“ – баскетбол
- Колодрум „Лаошан“ – колоездене
- Олимпийски гребен канал – кану каяк, академично гребане
- Китайски стопански университет – борба
- Пекински университет – тенис на маса
- Университет по наука и технологии – джудо, таекуон-до
- Пекински технически университет – бадминтон, художествена гимнастика

#### Съществуващи съоръжения
- Олимпийски спортен център на Пекин – футбол, модерен петобой, хандбал
- Работнически стадион – футбол
- Столичен закрит стадион – волейбол
- Стадион Фънтай – софтбол
- Плувен център „Ин Тун“ – водна топка, модерен петобой
- Писти за маунтинбайк Лаошан – планинско колоездене
- „Шидзиншан“ територии за стрелба – стрелба
- Пекински технологичен институт – волейбол
- Пекински университет – вдигане на тежести

#### Временни съоръжения
- Олимпик Грийн – фехтовка, модерен петобой, тенис, хокей на трева, стрелба с лък
- Стадион „Укесон“ – бейзбол
- Стадион „Лаошан“ – BMX
- Парк „Чаоян“ – плажен волейбол

#### Съоръжения извън Пекин
- Международен център по ветроходство – ветроходство, плажен волейбол
- Стадион „Шанхай“ – футбол
- Олимпийски спортен център „Цинхуандао“ – футбол
- Център по конен спорт на Хонконг – конен спорт
- Олимпийски спортен център „Тиендзин“ – футбол
- Олимпийски спортен център „Шънян“ – футбол

### Пекински национален стадион
Най-впечатляващият спортен обект на олимпиадата е Пекинският национален стадион, който е наречен „Птичето гнездо“ заради специфичната му конструкция, която напомня гнездо. Строежът на стадиона започва на 24 декември 2003.
През 2001 е завършен строежа на друг стадион, който е бил предвиден за същата цел, но организаторите избират да направят нов. Стадионът е проектиран от швейцарската фирма Herzog & de Meuron и група китайски архитекти. Капацитетът му е 80 000 души. В началото стадионът е бил замислен да бъде с покрив, но през 2004 този вариант отпада заради високата цена и за по-голяма сигурност на зрителите.
На този стадион се провеждат церемониите по откриване и закриване на олимпиадата, състезанията по лека атлетика и футболните финали. Дизайнерът на стадиона се оттегля от работата си като заявява, че повече не иска да се занимава с китайското правителство и повече не подкрепя олимпиадата в Пекин.

### Транспорт
По повод олимпиадата се предвижда метрото на Пекин да удвои два пъти сегашния си размер. Към лятото на 2007 метрото има четири линии и 64 гари. Предвижда се да се изградят нови седем линии с около 80 нови гари, което включва и връзка с летището. За превозването на пътниците на летището ще се грижат единадесет влака, всеки от които с капацитет от 83 пътника. Повечето от тях е предвидено да бъдат открити на 30 юни 2008, точно месец преди олимпиадата. Влаковете и метрото ще бъдат оборудвани с плазмени екрани, които ще съобщават за събитията по време на игрите.
На летището ще бъде добавена и нова свръхмодерна система за сигурност. Системата ще спомага за безпроблемното пътуване и придвижване на всички три милиона гости, които се очаква пристигнат в града през август 2008.
Планирано е и изграждането на нови 38 пътища, които да свързват олимпийските обекти. По време на игрите 2500 големи автобуса и 4500 минибуса ще бъдат управлявани от около 8000 шофьори.

### Мърчандайзинг
Първите рекламни мегазини в Китай се появяват още в началото на 2007. През юли 2007 работят повече от 800 официални магазина. През август същата година започват да работят и онлайн магазини, които предлагат над 5000 рекламни продукта.
През ноември 2007специализиран онлайн магазин Архив на оригинала от 2009-02-02 в Wayback Machine. осигурява достъп до продуктите на всички хора по света.

### Музика
Официалната песен за церемонията по отброяване на дните до олимпиадата се казва „We are Ready“(Ние сме готови) и е записана от актьора Джеки Чан. 106 участнички в конкурса за красота „Мис Свят 2007“ изпълняват английската версия на песента на олимпийската щафета „Light the Passion Share the Dream“, композирана от Крис Бабида. Записани са общо около десет музикални видеоклипа за олимпийските игри, сред които е и „Every One is Number One“ от Анди Лау.. Песента „Hero“ на Крис Ю от Тайван разказва историята на атлета Джон Стивън Аквари от Танзания.. Останалите песни са „Dream in Sight“ от Жу Бичанг от Китай, „Forever Friends“ от американеца Коко Лий и Сън Нан, „You, me, and him -- happily we participate“ от Super Girls и Happy Boys, и „Together on the Blue Planet“ от Николас Тсе и Джоуи Юн от Хонг Конг.
Обявено е че канадката Селин Дион и тайванката Джаи Чоу ще пеят по време на церемонията по откриване на игрите.
През март 2008 музикален хор от гимназия в Пенсилвания, САЩ изпълнява песента „One World, One Dream“, оригинално компизирана от Питър де Метс. Песента получава много висока оценка и е включена в много материали за олимпиадата, както в Китай, така и в САЩ. Хорът взима участие в концерти из големите градове в Китай.

## Участващи страни
До лятото на 2007 все още не е напълно ясен точният брой на участващите страни. Класиранията в различните квалификационни състезания би помогнало за прогнозиране на страните участнички и броят на техните спортисти. Така например членът на американския олимпийски комитет Стивън Ръш смята, че групата на САЩ ще наброява 600 души, който ще е техният най-голям олимпийски отбор.
Северна Корея и Южна Корея обмислят общо обединено участие. Двете държави са се показвали заедно на парада на нациите, но никога не са се състезавали заедно. Олимпийските комитети на двете страни се срещат заедно с Жак Рох на 5 септември 2006 за да обсъдят възможното си обединение. В началото на 2007 е проведена нова среща между президентите на олимпийските комитети на двете страни Южна Корея иска селекцията на спортисти да бъде бъзирана на възможностите им, докато Северна Корея иска равно количество атлети от двете държави ако те участват с общ отбор.. Така и не се стига до съгласие, но е обявено, че ще има дискусии по този въпрос и в бъдеще.
Маршаловите острови стават член на МОК през февруари 2006 и вероятно ще участват на игрите. Представители на островната държава Тувалу са провели среща с Жак Рох, който е изразил надеждата си, че Тувалу ще стане член на МОК през 2007, което ще им позволи участие на игрите. На 119-ата среща на МОК Тувалу става член на организацията.
През май 2006 Черна гора получи независимост, което означава че Сърбия и Черна гора ще участват отделно на олимпиадата. Олимпийският комитет на Черна гора е приет за член на МОК заедно с Тувалу.
През юли 2007 трябваше да бъде разрешен проблема с Холандските антили, който би трябвало да даде на островите Кюрасао и Синт Маартен отделен статут, но решението отпада за декември 2008, което е четири месеца след игрите.
На 17 февруари 2007 МОК взима решение да признае правото на Косово да участва на олимпийските игри със свой отделен от Сърбия отбор. Въпреки това е много малко вероятно спортисти от Косово да успеят да спечелят дори една виза за участие на форума и най-вероятно страната няма да бъде представена на парада на нациите. Друг проблем е, че тепърва трябва останалите спортни федерации да признаят Косово.
На 24 юли 2008 МОК изключва олимпийския тим на Ирак от олимпиадата. Причината за това е намесата на държавата в олимпийския комитет на страната, което е забранено от олимпийското движение. Това решение би лишило от участие общо 7 класирали се спортисти в спортовете джудо, стрелба с лък, гребане и вдигане на тежести. На 29 юли МОК отменя решението си и позволява на страната да вземе участие, но само с 4 спортисти, защото останалите са изпуснали сроковете за записване. Организацията призовава Ирак да проведе честни избори за олимпийския комитет на страната до края на ноември.
В деня на откриването на игрите Международния олимпийски комитет изключва Бруней след като националният олимпийски комитет на Бруней не регистрира спортистите си до поставения краен срок. 

## Пътят на огъня
Планът, през който трябва да премине олимпийският огън е обявен на 26 април 2007 в Пекин. Щафетата наречена „Пътуване на хармонията“ ще продължи 130 дни, през които ще бъдат изминати 137 000 километра – най-дългият път на олимпиския огън в историята. Щафетата ще започне на 28 март 2008 в Олимпия, Гърция. От там огънят ще отпътува към стадион Панатинайко в Атина и ще пристигне в Пекин на 31 март. От Пекин огънят ще премине през всеки континент, освен Антарктида. Около 21 880 души ще бъдат избрани от местни организации да носят олимпийския огън. 
Китайският организационен комитет също така планува огънят да бъде занесен на връх Еверест. През юни 2007 от тибетската страна на планината започва конструкция на специален път за тази цел.
Планът предвижда спиране в Тайпей, малко преди влизането в Хонконг. Правителството на Тайван обаче отказва да приеме огъня, защото по определения план се добива впечатление, че Тайпей е част от китайския маршрут на огъня, а не от международния.
Олимпийският факел представлява олицетворение на традиционните китайски ценности, съчетани с най-новите научни постижения. Дълъг е 72 сантиметра и тежи точно 985 грама. Изобретен е от специален гравиран алуминий, оцветен с андона технология. За пръв път олимпийският факел е екологичен и подлежащ на рециклиране. Дори при вятър със скорост 65 км в час и силен дъжд – 50 мм на квадратен метър, огънят не може да изгасне. Повърхността на факела е обработена по такъв начин, че да не отразява светлината. Захранван с пропан пламъкът му може да гори 15 минути.
 Гърция:Церемонията по запалване на олимпийския огън се състои в Олимпия на 24 март 2008. По време на една от речите тибетски демонстранти се опитават да навлязат на подиума, но биват спряни. Около 1000 полицаи са охранявали събитието. С помощта на параболично огледало гръцката актриса Мария Нафплиоту, превъплатила се в ролята на върховна жрица, запалвала огъня. Първият факлоносец е олимпийският вицешампион по таекуондо от „Атина 2004“ – Александрос Николаидис. В следващите 6 дни щафетата ще премине през ръцете на 605 факлоносци и ще измине общо 1524 километра в Гърция.
На 30 март олимпийският огън ще бъде предаден на домакините на игрите – Китай на церемония на мраморния стадион „Панатинайко“ в центъра на Атина. На 31 март, огънят ще потегля за Пекин.
Сред гостите на тържеството sa президентът на МОК – Жак Рох, почетният вицепрезидет на МОК маркиз Хуан Антонио Самаранч, президентът на организационния комитет на игрите Лю Ци, президентът на Гърция – Каролос Папуляс, премиерът на страната Константинос Караманлис и други.
След Атина, на 31 март, огънят отива в Пекин, на 2 април в Алмати, а после в Истанбул и Санкт Петербург.
 Великобритания:По време на преминаването на щафетата през Лондон хиляди демонстранти за свободен Тибет предизвикат масови безредици. Някои се опитват да изгасят огъня с пожарогасител а други да откраднат факела. Според данни на ББС 35 души са били арестувани по време на сблъсъците, въпреки голямото наличие на полиция и охрана. В разрез с първоначалния план, факелът е бил пренасян и с автобус. Полицията решава огънят да премине по този начин от „Флийт стрийт“ до катедралата „Сейнт Пол“ поради мерки за сигурност.
Освен антикитайски настроените демонстранти, по улиците на Лондон са протестирали и прокитайски привърженици, които са развявали китайски и олимпийски флагове, скандирайки „един Китай“. Според полицейски източници в антикитайските протести са участвали над 2500 души. Интересен факт е че репортажи от преминаването на олимпийския огън в Лондон са показвани по китайската държавна телевизия, но сред тях няма кадри от протестите и прекъсването на щафетата. От Лондон олимпийският огън пътува за Париж, където също се очакват протести.
 Франция: На 7 април огънят пристига във Франция и щафетата започва от Айфеловата кула. Очакванията се оправдават и стотици демонстранти прявят всичко възможно да попречат на огъня. Полицията обаче успява да овладее положението. Въпреки това дължината на щафетата се скъсява и отново се използва автобус за пренасянето на факела.
 САЩ: След Франция олимпийският огън се отправя към Сан Франциско, който е единствения американски град, през който преминава щафетата. Първият факлоносец е олимпийският шампион в плуването от 1992 Лин Ли. Церемонията за края на щафетата се премества от Джъстин Хърман Плаза на централното летище на града. Това се прави с цел да бъдат предотвратени част от протестите на организираните демонстранти. Взетите мерки дават резултат и преминаването на огъня преминава сравнително по-спокйно в сравнение с Лондон и Париж.
 Аржентина: На 11 април факелът пристига в Буенос Айрес. Щафетата започва от природния резерват на града и завършва в клуба по конна езда. Сред факлоносците са Габриела Сабатини, Карлос Еспинола, Паола Суарез и други. Според плана щафетата трябва да бъде открита от Диего Марадона, но той е възпрепятстван и това не се случва. Събитието отново е съпроводено протести за свободен Тибет. Част от тях са огромен банер с надпис „Свободен Тибет“ и алтернатива на олимпийския факел – факелът на човешките права. Протестите не са агресивни и липсват сериозни опити за загасяне на огъня.
След Аржентина олимпийският огън минава през Танзания, Оман и Пакистан при по-спокойни обстоятелства. Големи протести и мерки за сигурност обаче има в Индия, Тайланд и Малайзия. Първите 20 километра на щафетата в Индонезия не се пробягват отново поради мерки за сигурност.
 Австралия: Олимпийският огън пристига в Канбера на 24 април. Общо километрите, които изминава на този континент са 16. Сред факлоносците са известни австралийски спортисти като Иън Торп, Рон Кларк и други. Един от участниците – Лин Додс отказва да носи факела като протест срещу положението в Тибет. Стотици протибетски демонстранти и китайски студенти участват в протестите. Край на щафетата слага Иън Торп. Арестувани са петима протестиращи. Както и в другите развити страни, така и в Австралия участват две групи протестиращи – прокитайски настроени и протибетски такива.
 Япония: Олимпийският факел пристига в Нагано на 26 април. Будистият храм, от който се очаква да започне церемонията отказва да приеме огъня като протест срещу ситуацията в Тибет. По-късно храмът е вандалски надраскан със спрей. В протестите по улиците участват освен демонстранти за свободен Тибет, също така и японски нациоаналисти и организации за защита на човешките права. Протестите обаче са мирни и не се случват неприятни инциденти.
Следващите дестинации са Южна Корея и Северна Корея. В Северна Корея няма яростни демонстрации. Щафетата е съпроводена от много корейци развяващи китайски знамена.
След Пхенян огънят посещава Виетнам, Хонг Конг и Макао. След това огънят пристига отново в Китай където ще премине през голям борй градове. Кулминацията на щафетата е качването на олимпийския огън на връх Еверест на 8 май. Общо 36 факлоносци алпинисти са участвали в начинанието. Целият път на щафетата е предаван на живо по телевизията. По време на подготовката правителството на Непал забранява достъпът до базовите лагери на всякакви журналисти и нарежда на полицията и военните да използват силови мерки срещу всякакви антикитайски демонстрации, дори и стрелба ако е необходимо.

## Календар
Числото в жълтите кутийки показва колко финала в този спорт ще се проведат на този ден. В най-дясната колонка (с буквата Т отгоре) е изписан броят на финалите за всеки ден, а най-отдолу на колонката общият им брой.
| ● | Церемония по откриването | ● | Състезателни дни | ● | Финали | ● | Церемония по закриването |

| Август             | 06 | 07 | 08 | 09 | 10 | 11 | 12 | 13 | 14 | 15 | 16 | 17 | 18 | 19 | 20 | 21 | 22 | 23 | 24 | Т   |
| ------------------ | -- | -- | -- | -- | -- | -- | -- | -- | -- | -- | -- | -- | -- | -- | -- | -- | -- | -- | -- | --- |
| Церемонии          |    |    | ●  |    |    |    |    |    |    |    |    |    |    |    |    |    |    |    | ●  |     |
| Стрелба с лък      |    |    |    |    | 1  | 1  |    |    | 1  | 1  |    |    |    |    |    |    |    |    |    | 4   |
| Лека атлетика      |    |    |    |    |    |    |    |    |    | 2  | 4  | 6  | 6  | 5  | 3  | 6  | 7  | 7  | 1  | 47  |
| Бадминтон          |    |    |    |    |    |    |    |    |    | 1  | 2  | 2  |    |    |    |    |    |    |    | 5   |
| Бейзбол            |    |    |    |    |    |    |    |    |    |    |    |    |    |    |    |    |    | 1  |    | 1   |
| Баскетбол          |    |    |    |    |    |    |    |    |    |    |    |    |    |    |    |    |    | 1  | 1  | 2   |
| Бокс               |    |    |    |    |    |    |    |    |    |    |    |    |    |    |    |    |    | 5  | 6  | 11  |
| Кану каяк          |    |    |    |    |    |    | 2  |    | 2  |    |    |    |    |    |    |    | 6  | 6  |    | 16  |
| Колоездене         |    |    |    | 1  | 1  |    |    | 2  |    | 1  | 3  | 1  | 2  | 3  |    | 2  | 1  | 1  |    | 18  |
| Скокове във вода   |    |    |    |    | 1  | 1  | 1  | 1  |    |    |    | 1  |    | 1  |    | 1  |    | 1  |    | 8   |
| Конен спорт        |    |    |    |    |    |    | 2  |    | 1  |    |    |    | 1  | 1  | 1  |    |    |    |    | 6   |
| Фехтовка           |    |    |    | 1  | 1  | 1  | 1  | 2  | 1  | 1  | 1  | 1  |    |    |    |    |    |    |    | 10  |
| Хокей на трева     |    |    |    |    |    |    |    |    |    |    |    |    |    |    |    |    | 1  | 1  |    | 2   |
| Футбол             |    |    |    |    |    |    |    |    |    |    |    |    |    |    |    | 1  |    | 1  |    | 2   |
| Гимнастика         |    |    |    |    |    |    | 1  | 1  | 1  | 1  |    | 4  | 4  | 4  |    |    |    | 1  | 1  | 18  |
| Хандбал            |    |    |    |    |    |    |    |    |    |    |    |    |    |    |    |    |    | 1  | 1  | 2   |
| Джудо              |    |    |    | 2  | 2  | 2  | 2  | 2  | 2  | 2  |    |    |    |    |    |    |    |    |    | 14  |
| Модерен петобой    |    |    |    |    |    |    |    |    |    |    |    |    |    |    |    | 1  | 1  |    |    | 2   |
| Академично гребане |    |    |    |    |    |    |    |    |    |    | 7  | 7  |    |    |    |    |    |    |    | 14  |
| Ветроходство       |    |    |    |    |    |    |    |    |    |    | 2  | 1  | 2  | 2  | 2  | 2  |    |    |    | 11  |
| Стрелба            |    |    |    | 2  | 2  | 2  | 2  | 1  | 2  | 1  | 2  | 1  |    |    |    |    |    |    |    | 15  |
| Софтбол            |    |    |    |    |    |    |    |    |    |    |    |    |    |    |    | 1  |    |    |    | 1   |
| Плуване            |    |    |    |    | 4  | 4  | 4  | 4  | 4  | 4  | 4  | 4  |    |    | 1  | 1  |    |    |    | 34  |
| Синхронно плуване  |    |    |    |    |    |    |    |    |    |    |    |    |    |    | 1  |    |    | 1  |    | 2   |
| Тенис на маса      |    |    |    |    |    |    |    |    |    |    |    | 1  | 1  |    |    |    | 1  | 1  |    | 4   |
| Таекуондо          |    |    |    |    |    |    |    |    |    |    |    |    |    |    | 2  | 2  | 2  | 2  |    | 8   |
| Тенис              |    |    |    |    |    |    |    |    |    |    | 2  | 2  |    |    |    |    |    |    |    | 4   |
| Триатлон           |    |    |    |    |    |    |    |    |    |    |    |    | 1  | 1  |    |    |    |    |    | 2   |
| Волейбол           |    |    |    |    |    |    |    |    |    |    |    |    |    |    |    | 1  | 1  | 1  | 1  | 4   |
| Водна топка        |    |    |    |    |    |    |    |    |    |    |    |    |    |    |    | 1  |    |    | 1  | 2   |
| Вдигане на тежести |    |    |    | 1  | 2  | 2  | 2  | 2  |    | 2  | 1  | 1  | 1  | 1  |    |    |    |    |    | 15  |
| Борба              |    |    |    |    |    |    | 2  | 2  | 3  |    | 2  | 2  |    | 2  | 2  | 3  |    |    |    | 18  |
| Август             | 06 | 07 | 08 | 09 | 10 | 11 | 12 | 13 | 14 | 15 | 16 | 17 | 18 | 19 | 20 | 21 | 22 | 23 | 24 | 302 |

## Класиране на страните по медали
| Класиране на първите 10 страни по медали |                |       |        |       |      |
| място                                    | Държава        | злато | сребро | бронз | общо |
| 1                                        | Китай          | 51    | 21     | 28    | 100  |
| 2                                        | САЩ            | 36    | 38     | 36    | 110  |
| 3                                        | Русия          | 23    | 21     | 28    | 72   |
| 4                                        | Великобритания | 19    | 13     | 15    | 47   |
| 5                                        | Германия       | 16    | 10     | 15    | 41   |
| 6                                        | Австралия      | 14    | 15     | 17    | 46   |
| 7                                        | Южна Корея     | 13    | 10     | 8     | 31   |
| 8                                        | Япония         | 9     | 6      | 10    | 25   |
| 9                                        | Италия         | 8     | 10     | 10    | 28   |
| 10                                       | Франция        | 7     | 16     | 17    | 40   |
| 42                                       | България       | 1     | 1      | 3     | 5    |

### Спортисти с най-много медали
| Място | Спортист        | Страна         | Спорт         | Злато | Сребро | Бронз | Общо |
| ----- | --------------- | -------------- | ------------- | ----- | ------ | ----- | ---- |
| 1     | Майкъл Фелпс    | САЩ            | плуване       | 8     | 0      | 0     | 8    |
| 2     | Натали Коклин   | САЩ            | плуване       | 1     | 2      | 3     | 6    |
| 3     | Настя Лукин     | САЩ            | гимнастика    | 1     | 3      | 1     | 5    |
| 4     | Либи Трикет     | Австралия      | плуване       | 2     | 1      | 1     | 4    |
| 5     | Раян Локти      | САЩ            | плуване       | 2     | 0      | 2     | 4    |
| 6     | Кърсти Ковънтри | Зимбабве       | плуване       | 1     | 3      | 0     | 4    |
| 7     | Шон Джонсън     | САЩ            | гимнастика    | 1     | 3      | 0     | 4    |
| 8     | Крис Хой        | Великобритания | колоездене    | 3     | 0      | 0     | 3    |
| 9     | Юсеин Болт      | Ямайка         | лека атлетика | 3     | 0      | 0     | 3    |
| 10    | Зоу Каи         | Китай          | гимнастика    | 3     | 0      | 0     | 3    |

## Българско участие
Общо 72 български спортисти са спечелили квота за олимпиадата и взимат участие в състезанията. По брой на спечелените медали това се оказва най-неуспешната олимпиада за България от 1952 насам.
Президентът Георги Първанов също присъства на игрите. Държавният глава пристига в олимпийската столица на 16 август.

### Медалисти
| Медал          | Име              | Спорт   | Дисциплина                                  |
| -------------- | ---------------- | ------- | ------------------------------------------- |
| Златен медал   | Румяна Нейкова   | Гребане | Едноместен скиф                             |
| Сребърен медал | Станка Златева   | Борба   | Свободна борба -72 kg                       |
| Бронзов медал  | Явор Янакиев     | Борба   | Класическа борба (гръко-римски стил) -74 kg |
| Бронзов медал  | Радослав Великов | Борба   | Свободна борба -55 kg                       |
| Бронзов медал  | Кирил Терзиев    | Борба   | Свободна борба -74 kg                       |

### Допинг скандали
През 2007 спечелилите квоти атлетки Венелина Венева (скок на височина) и Теодора Коларова (400 м., 800 м.), както и Ваня Стамболова са уличени в употреба на допинг и са наказани със спиране на състезателните им права за две години, поради което няма да участват на олимпиадата.
На 24 юни 2008 е обявено, че колоездачът Радослав Константинов е наказан за 2 години поради употреба на допинг. Пробата е взета от него на световното първенство през отминалата година. Поради това той няма право да участва на олимпийските игри.
На 25 юни 2008 стана ясно, че състезателката по стрелба Антоанета Бонева е дала положителна допинг проба за кокаин на състезание в Италия преди един месец и така тя отпада от олимпиадата. Вероятно вместо Бонева на игрите в Пекин ще участва друг български стрелец.
Само един ден след това 11 български щангисти с квоти за олимпиадата са хванати с допинг. Това са 8 състезатели при мъжете и 3 при жените – Ивайло Филев, Демир Демирев, Мехмед Фикретов, Иван Стоицов, Георги Марков, Иван Марков, Алан Цагаев и Величко Чолаков, а при жените са Милка Манева, Донка Минчева и Гергана Кирилова. Известието е получено в БФВТ на 26 юни от лаборатория в Кьолн.
Тежкоатлетите са хванати с бианабол, а пробите са взети от изненадваща проверка на 8 и 9 юни. Бианаболът е стимулант, който не се използва от 20 години. Реакцията на щангистите и треньорите е много отрицателна. Според тях става дума за саботаж на българския отбор или случайно попадане на препарата в храната на спортистите.
Този скандал вади от спорта Алан Цагаев и Георги Марков. Това е тяхно второ наказание.
Ръководството на Държавната агенция за младежта и спорта (ДАМС) реагира осъдително на случая. Тяхната позиция е, че няма да има никаква толерантност към провинилите си и срещу тях трябва да се вземат безкомпромисни мерки.

## Олимпийски спортове
Олимпийската програма е почти еднаква с тази на предишната олимпиада в Атина. Олимпийските спортове са 28, а общият брой на състезанията е 302 (165 за мъже, 127 за мъже и 10 смесени състезания), което означава че ще има едно повече състезание от олимпиадата в Атина.
Към програмата са добавени девет нови състезания, сред които е новата колоездачна дисциплина с BMX. Жени ще се състезават на 3000 метра стипълчейз за първи път. За пръв път ще бъде добавена и маратонската дисциплина в плуването – 10 км. Във фехтовката ще има промяна в отборните дисциплини.
В средата на 2006 китайското правителство е помолено от китайските геймъри компютърните игри да станат демонстративен спорт на олимпиадата, но им е отказано. Демонстративни спортове не са се провеждали от олимпиадата в Барселона през 1992.
На 7 август 2006, точно две години преди олимпиадата организационният комитет показва изработените пиктограми за всеки спорт. Дизайнът на пиктограмите е опростен и целта му е всеки човек навсякъде по света да може да познае изобразения спорт. Пиктограмите имат прилика с логото, което напомня китайски печат.
Всички спортове, които ще присъстват на олимпиадата са изредени по-долу. Водните спортове са разделени поотделно – скокове във вода, плуване, синхронно плуване и водна топка.
| - Фехтовка - Стрелба с лък - Лека атлетика - Бейзбол - Баскетбол - Бадминтон - Бокс - Кану каяк - Колоездене - Скокове във вода - Конен спорт |  | - Футбол - Гимнастика (художествена и спортна) - Хандбал - Хокей на трева - Джудо - Модерен петобой - Академично гребане - Спортна стрелба - Софтбол - Триатлон |  | - Плуване - Синхронно плуване - Тенис на маса - Тенис - Волейбол - Водна топка - Вдигане на тежести - Борба - Ветроходство - Таекуон-до |

## Протести, вероятни бойкоти и проблеми
В историята на олимпийските игри определени страни са бойкотирали олимпиадите най-често поради политически причини. Най-известните бойкоти са на игрите в Москва през 1980 и в Лос Анджелис през 1984.
До септември 2007 нито една държава не е обявила намерения да бойкотира игрите, но някои активистки групи протестират срещу олимпиадата. Най-известната организация, която се обявява против олимпиадата е движението за независимост на Тибет, известно също като Студенти за свободен Тибет. Те организират кампания за протести по време на игрите. Целта им е независимост на Тибет и прекратяване на използването на тибетската антилопа като талисман на игрите. Групата обявява, че желае Тибет да се яви отделно от Китай на парада на нациите със своето знаме. Холивудският актьор Ричард Гиър, който членува в Международната кампания за Тибет подкрепя идеята за бойкот.
Международната журналистическа организация за свобода на словото също обявява своето решение за бойкот, но се отказва от него след посещението в Китай през януари 2007. Въпреки това организацията продължава да е против политиката на Китай спрямо медиите в страната.
Активистите, които се борят за успешно прекратяване на конфликта в Дарфур също протестират против игрите, заради помощта, която оказва Китай за геноцидната политика на Судан. Някои от известните членове на организацията Olympic Dream for Darfur са Миа Фароу, звездата от НБА – Ира Нюбъл и други. Холивудският режисьор Стивън Спилбърг обявява, че ще се откаже от поста си на художествен консултант на церемониите ако геноцидът не спре. Целта на организацията е прекратяване на политиката на Китай спрямо Дарфур. Игрите се сдобиха и с друго нарицателно име – Олимпиадата на геноцида, въведено от тайвански активисти. Стига се дотам, че група от 106 американски законодатела призовават САЩ да бойкотира игрите.
При подготовката за олимпиадата драстично се повишава използването на метали, от които най-вече медта. Цената на медта се покачила неколкократно през периода 2001 – 2007. Китай използва около 20% от всички количества мед на пазара. Метални конструкции са използвани за построяването на голям брой съоръжения, сред които и националният стадион на Пекин.
В Япония е регистрирано повишаване на кражбите на метал в големи количества в районите около Шизуока, Окинава и Хирошима. Общо случаите за 2007 са 5700. Подобни увеличавания на кражбите на големи количества метал през периода 2006 – 2007 са наблюдавани във Великобритания, САЩ, Израел и Украйна. Предполага се че металът е бил продаван в Китай, поради голямата нужда на страната на строителни материали.
На 28 септември 2008 носителят на нобелова награда за мир Дезмънд Туту обявява, че Китай трябва да се намеси в продължаващите протести и размирици в Мианмар. Той заявява, че ще се включи в група, бойкотираща игрите, ако страната не се обяви против използването на военна сила в Мианмар.
През февруари 2008 британската олимпийска асоциация (BOA) обявява, че ще накара атлетите си да подпишат договори, според които те няма да дават политически изявления или да коментират протестите и вероятните бойкоти. Говорителят на организацията Греъм Нюсън обосновава това решение с идеите на олимпизма, а не с желание за цензура. Според олимпийското движение не се допуска никаква политическа, религиозна или етническа пропаганда по време на олимпиадата.
Китайското правителство обаче получава подкрепа от президента на САЩ Джордж Уокър Буш, който обявява, че няма да се застъпва за никакви протести. Той казва, че вижда олимпийските игри единствено като спортно състезание.
През март 2008 няколко страни обявяват, че няма да участват на церемонията по откриване на игрите. Първи това сторва канцлерът на Германия Ангела Меркел. Последват я премиерът на Полша Доналд Туск и президентът на Чехия Вацлав Клаус.
На 10 април 2008 китайското правителство обявява, че е предотвратен опит за саботаж на олимпиадата. Сепаратисти от Източен Туркестан са планирали да извършат самоубийствени атентати в китайските градове и множество отвличания за да прекратят олимпиадата. Хората от този регион обаче твърдят, че в тази новина няма нищо вярно и че е измислена от китайското правителство. Синдзян-уйгурският автономен регион е регион в Китай, който е населяван предимно от мюсюлмани, които желаят да се отцепят от страната и да създадат своя независима държава. Съобщено е че са арестувани 35 души във връзка с атентатите.
Намиращата се в Женева организация по правата на хората над своите домове обявява, че близо 1,5 милиона китайци са били принудени да напуснат домовете си по време на олимпиадата. Китайският олимпийски комитет и правителството на страната обаче определят това число на 6037 души. Някои източници съобщават, че през май 2005 около 300 000 китайци са били принудени насила да напуснат домовете си, а протестиращите са били арестувани. Други източници твърдят, че броят на тези хора е 15 000.
Много спорове предизвиква качеството на въздуха в Пекин и ефекта му върху спортистите. Въпреки успешно взетите мерки за намаляване на вредните емисии от управлението на града през 2001, проучвания показват, че съседните населени места допълнително замърсяват атмосферата. Предполага се, че 50% от въдушните маси идват от критично замърсени провинции. Към 2008 въздухът е от 2 до 3 пъти по замърсен спрямо критериите обявени от световната здравна организация. Марко Кардинале от британския олимпийски комитет смята, че лошото качество на въздуха би могло да затрудни дишането и повиши температурата, а от това би следвало, че постиженията на спортистите не биха били много високи. За да намали този риск управлението на града премахва 60 000 местни таксита и автобуси от околностите на селището и премества общо 200 фабрики, сред които е и стоманолеярна. За да провери ситуацията в града МОК прави поредица от изследвания, от които става ясно, че би имало риск само за състезанията, които се провеждат на открито по-дълго от час.
Метеорологични изследвания от април 2007 показват, че има 50 процента шанс да вали по време на церемониите по откриване и закриване на игрите. За да предотвратят такава вероятност организаторите на игрите плануват да обстрелват облаците със сребърен йодид. Въпреки че вероятността от лошо време не може да се предотврати със сигурност организаторите са напълно решени да предприемат тези мерки.
Повдига се и въпроса за китайската кухня. Сред най-разтревожените е американският олимпийски комитет, който обявява, че ще снабдява спортистите с храна, защото някои от китайските храни биха могли да съдържат завишено количество стероиди.

## Излъчване
В България олимпиадата е излъчена по БНТ. В Германия по ZDF и ARD. В САЩ по NBC, а във Великобритания по BBC.
Критики предизвиква решението на МОК да определи началния час на някои състезания, така че да съвпада с желанията на NBC, които са платили 3,5 милиарда долара за да предават всички олимпийски игри от 2000 година. Според статистики на телевизията най-гледаните олимпийски спортове в САЩ са плуване, лека атлетика, баскетбол и спортна гимнастика и те трябва да бъдат в най-гледаемото време на телевизията. Това ще доведе до натрупване на голям брой състезания в сутрешно китайско време. МОК взима решение плуването и атлетиката да бъдат в най-гледаното време, но отхвърля молбата за баскетбола и спортната гимнастика. Желанието на американските телевизии е било спазено на олимпиадата в Сеул през 1988, а на игрите в Атланта през 1996 календара на събитията в гимнастиката е бил подреден, така че да съвпада с исканията на европейските телевизии и зрители.
В Италия игрите са предавани от RAI, в Испания от TVE, в Чили от TVN и в Канада от TSN и RDS.